# Abbott Laboratories
Abbott Laboratories è un'azienda farmaceutica operante nella ricerca, produzione e commercializzazione di farmaci. La società ha sede nel quartier generale di Abbott Park nei pressi di North Chicago in Illinois ed opera in più di 130 paesi del mondo, con sedi e stabilimenti in Nord America, Africa, Asia, Europa, America Latina e Medio Oriente. Fu fondata a Chicago dal medico Wallace Calvin Abbott.
Nel 2012 l'azienda è stata condannata a pagare una multa di 1,6 miliardi di $ per aver promosso fuori indicazioni approvate un suo farmaco antiepilettico.
Nell'ottobre 2011, Abbott Laboratories ha annunciato l'intenzione di scindere le attività che svolgeva su scala globale in due società quotate in borsa, una operante nel settore dei prodotti medicali diversificati, l'altra nel settore dei farmaci innovativi frutto della ricerca scientifica. A seguito di tale decisione, il 1º gennaio 2013, la Abbot Laboratories si è scissa in due aziende, una più dedicata alla produzione, che ha mantenuto il nome Abbott Laboratories mentre l'altra, più dedicata alla ricerca e allo sviluppo, è stata chiamata AbbVie. In Italia ha sede a Roma.
In seguito all'invasione russa dell'Ucraina nel 2022, Abbott Laboratories ha continuato le sue operazioni commerciali in Russia, sospendendo però le attività non essenziali, come nuovi investimenti e pubblicità. Una ricerca della Yale School of Management che ha valutato le risposte delle aziende all'invasione ha classificato Abbott nella categoria "Buying Time" con un rating di "Grado D", indicando che l'azienda ha rinviato futuri investimenti e attività di marketing mentre proseguiva le sue operazioni commerciali in Russia.

## Storia

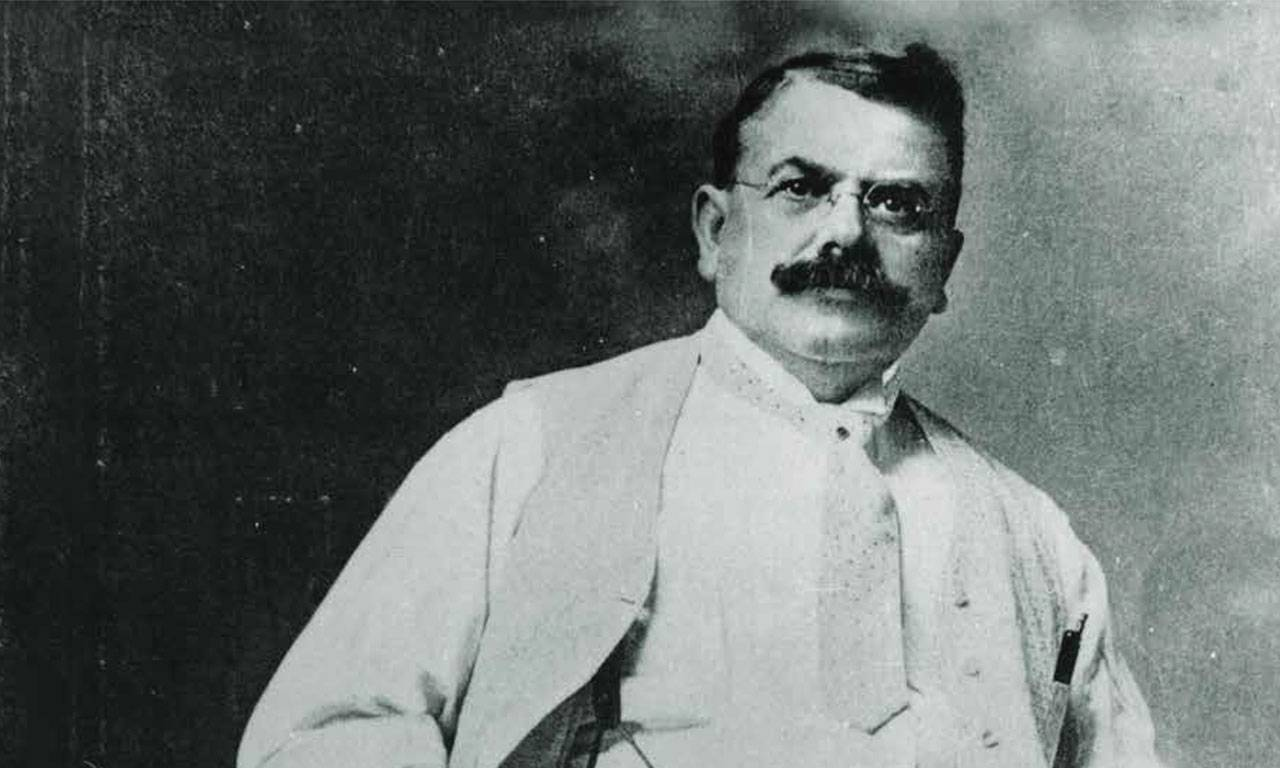
Dr. Wallace C. Abbott

Nel 1888, all'età di 30 anni, Wallace Abbott (1857-1921), laureatosi nel 1885 all'Università del Michigan, fondò la Abbott Alkaloidal Company a Ravenswood, Chicago. All'epoca era un medico praticante e possedeva una farmacia. La sua principale innovazione fu quella di formulare la parte attiva delle piante medicinali alcaloidi - morfina, chinino, stricnina e codeina - sotto forma di minuscoli "granuli dosimetrici", producendo dosaggi più coerenti ed efficaci per i pazienti rispetto ai preparati liquidi precedentemente utilizzati, che si deterioravano nel tempo.  Nel 1922, la società si trasferì da Ravenswood a North Chicago, piccolo sobborgo nella contea di Lake.

### Espansione internazionale
La prima affiliata internazionale di Abbott fu a Londra nel 1907; la società in seguito ha aggiunto una filiale a Montreal, in Canada. Abbott India Ltd è stata originariamente costituita il 22 agosto 1944 come Boots Pure Drug Company (India) Ltd. Il nome dell'azienda è stato cambiato in The Boots Company (India) Ltd il 1º novembre 1971 e in Boots Pharmaceuticals Ltd il 1º gennaio 1991. Il 31 ottobre 1995 il nome è stato cambiato in Knoll Pharmaceuticals Ltd e il 1º luglio 2002 nell'attuale nome Abbott India Ltd. Abbott ha iniziato le operazioni in Pakistan come affiliata di marketing nel 1948. L'azienda si è costantemente ampliata fino a comprendere una forza lavoro di oltre 1500 dipendenti. Due stabilimenti di produzione, situati a Landhi e Korangi a Karachi, continuano a produrre farmaceutici.  Nel 1962 Abbott entrò in una joint venture con Dainippon Pharmaceutical Co., Ltd., di Osaka, Giappone, per la produzione di radiofarmaci. Nel 1964 si fuse con Ross Laboratories, rendendo Ross una consociata interamente controllata da Abbott, e Richard Ross ottenne un posto nel consiglio di amministrazione di Abbott fino al suo pensionamento nel 1983.  L'acquisizione di Ross portò Similac sotto l'ombrello di Abbott. Negli anni successivi all'acquisizione, Pedialyte e Ensure sono stati introdotti come prodotti nutrizionali da Ross Laboratories sotto la guida di Abbott.
Nel 1965, l'espansione di Abbott in Europa continuò con uffici in Italia e Francia.
Nel 1985, Abbott ha collaborato con la società giapponese Taisho Pharmaceutical per i diritti internazionali della claritromicina, un antibiotico macrolide di seconda generazione, e ha ottenuto l'approvazione della FDA per il farmaco con il nome commerciale Biaxin nell'ottobre 1991. Il farmaco è diventato generico in Europa nel 2004 e negli Stati Uniti a metà del 2005, ed è stato aggiunto all'elenco dei farmaci essenziali dell'Organizzazione Mondiale della Sanità.

## Curiosità
Presente in numerose riprese della serie ER medici in prima linea.
Secondo il professore di Harvard Lester Grinspoon e Peter Hedblom, "Nel 1966 gli Abbott Laboratories vendettero l'equivalente di due milioni di dosi di metanfetamina in polvere a uno spacciatore criminale di Long Island".